# Copa de la Liga de Finlandia
La Copa de la Liga de Finlandia es una competición de fútbol que se disputaba en Finlandia durante la pretemporada, antes del inicio del torneo de Liga que se disputó entre 1994 y 2016, retomándose en 2022. Es organizada por la Federación de Fútbol de Finlandia.

## Finales de Copa de la Liga
| Temporada | Campeón             | Resultado        | Finalista           | Sede de la final                   |
| --------- | ------------------- | ---------------- | ------------------- | ---------------------------------- |
| 1994      | HJK Helsinki        | 2 - 0            | FC Jazz Pori        | Estadio Olímpico, Helsinki         |
| 1995      | FC Haka Valkeakoski | 4 - 2            | HJK Helsinki        | Estadio Olímpico, Helsinki         |
| 1996      | HJK Helsinki        | 3 - 2            | RoPS Rovaniemi      | Estadio Olímpico, Helsinki         |
| 1997      | HJK Helsinki        | 2 - 0            | VPS Vaasa           | Estadio Olímpico, Helsinki         |
| 1998      | HJK Helsinki        | 1 - 1 (8-7 pen.) | FF Jaro Pietarsaari | Estadio Olímpico, Helsinki         |
| 1999      | VPS Vaasa           | 3 - 0            | KTP Kotka           | Lahden Stadion, Lahti              |
| 2000      | VPS Vaasa           | 2 - 1            | FC Jokerit          | Hanko                              |
| 2001–2003 | No disputada        | No disputada     | No disputada        | No disputada                       |
| 2004      | Allianssi Vantaa    | 2 - 2 (5-3 pen.) | FC Lahti            | ISS Stadion, Vantaa                |
| 2005      | Allianssi Vantaa    | 3 - 1            | FC Lahti            | Estadio Finnair, Helsinki          |
| 2006      | KuPS Kuopio         | 2 - 1            | KTP Kotka           | Estadio Finnair, Helsinki          |
| 2007      | FC Lahti            | 0 - 0 (4-3 pen.) | FC Inter Turku      | Estadio Finnair, Helsinki          |
| 2008      | FC Inter Turku      | 1 - 0            | TPS Turku           | Estadio Finnair, Helsinki          |
| 2009      | Tampere United      | 2 - 0            | HJK Helsinki        | ISS Stadion, Vantaa                |
| 2010      | FC Honka Espoo      | 0 - 0 (4-3 pen.) | JJK Jyväskylä       | Estadio Finnair, Helsinki          |
| 2011      | FC Honka Espoo      | 3 - 0            | Tampere United      | Tapiolan Urheilupuisto, Espoo      |
| 2012      | TPS Turku           | 1 - 1 (4-2 pen.) | HJK Helsinki        | Estadio Sonera, Helsinki           |
| 2013      | FC Lahti            | 2 - 1            | JJK Jyväskylä       | Lahden Stadion, Lahti              |
| 2014      | SJK Seinäjoki       | 1 - 0            | VPS Vaasa           | Seinäjoen keskuskenttä, Seinäjoki  |
| 2015      | HJK Helsinki        | 2 - 0            | RoPS Rovaniemi      | Rovaniemen keskuskenttä, Rovaniemi |
| 2016      | FC Lahti            | 0 - 0 (4-3 pen.) | SJK Seinäjoki       | Wallsport Areena, Seinäjoki        |
| 2017–2021 | No disputada        | No disputada     | No disputada        | No disputada                       |
| 2022      | FC Honka            | 3 - 1            | FC Inter Turku      | Espoonlahden tekonurmi, Espoo      |
| 2023      | HJK Helsinki        | 2 - 1            | AC Oulu             | Bolt Arena, Helsinki               |
| 2024      | FC Inter Turku      | 2 - 2 (4-2 pen.) | KuPS Kuopio         | Veritas Stadion, Turku             |
| 2025      | FC Inter Turku      | 4 - 4 (8-7 pen.) | HJK Helsinki        | ISS Stadion, Vantaa                |

## Títulos por club
| Club                  | Campeón | 2° | Años campeón                      |
| --------------------- | ------- | -- | --------------------------------- |
| HJK Helsinki          | 6       | 3  | 1994 1996, 1997, 1998, 2015, 2023 |
| FC Inter Turku        | 3       | 2  | 2008, 2024, 2025                  |
| FC Lahti              | 3       | 2  | 2007, 2013, 2016                  |
| FC Honka Espoo        | 3       | -  | 2010, 2011, 2022                  |
| VPS Vaasa             | 2       | 2  | 1999, 2000                        |
| AC Allianssi Vantaa † | 2       | -  | 2004, 2005                        |
| Tampere United        | 1       | 1  | 2009                              |
| TPS Turku             | 1       | 1  | 2012                              |
| SJK Seinäjoki         | 1       | 1  | 2014                              |
| FC Haka Valkeakoski   | 1       | -  | 1995                              |
| KuPS Kuopio           | 1       | 1  | 2006                              |
| JJK Jyväskylä         | -       | 2  | -----                             |
| KTP Kotka †           | -       | 2  | -----                             |
| RoPS Rovaniemi        | -       | 2  | -----                             |
| FF Jaro Pietarsaari   | -       | 1  | -----                             |
| FC Jazz Pori          | -       | 1  | -----                             |
| FC Jokerit Helsinki † | -       | 1  | -----                             |
| AC Oulu               | -       | 1  | -----                             |

- † Equipo desaparecido.